# Phantasia
Phantasia és el nom d'una dona de l'antic Egipte de qui es creu que va ser l'autora de les fonts immediates de les dues obres èpiques clàssiques, la Ilíada i l'Odissea, atribuïdes a Homer.
Segons una obra d'Eustaci de Tessalònica, Phantasia, va ser filla de Nicarchus de Memfis, una poetessa inspirada, i va escriure poemes sobre la guerra a les planes de Troia i el viatge d'Odisseu, per després dipositar aquests llibres al temple d'Hefest a Memfis. Homer després de visitar el temple, va persuadir els sacerdots per que fèssin còpies dels llibres per ell, i posteriorment va escriure la Ilíada i l'Odissea.